# حق‌السکوت (فیلم ۱۹۸۱)
حق‌السکوت (رومانیایی: Șantaj) یک فیلم رومانیایی است که در سال ۱۹۸۱ منتشر شد.

## بازیگران
- ایلنا استانا-یونسکو
- سباستیان پاپایانی
- سیلویو استانکولسکو
- یوانا بولکا
- یون بسویو
- آمزا پلئا
- والنتین پلاتارئانو
- ولادیمیر گیتان
- تامارا بوچوچانو
- میتزورا آرگزی
- والنتین تئودوسیو
- جئو سائیزسکو
- ماریوس پپینو
- کوستل کنستانتین